# The Bold Ones: The New Doctors
The Bold Ones: The New Doctors est une série télévisée américaine en 44 épisodes de 60 minutes, créée par Steven Bochco, Paul Mason et Richard Landau et diffusée sur le réseau NBC du 14 septembre 1969 au 4 mai 1973.
The Bold Ones: The New Doctors fait partie de la franchise de la The Bold Ones (en) avec The Bold Ones: The Protectors avec Leslie Nielsen et Hari Rhodes, The Bold Ones: The Lawyers avec Burl Ives et The Bold Ones: The Senator avec Hal Holbrook.
David Hartman a été nommé pour le Golden Globe du meilleur acteur dans une série télévisée dramatique en 1973.

## Synopsis
La série se concentre sur la vie du Dr David Craig (E. G. Marshall), un célèbre neurochirurgien à succès qui a ouvert sa propre clinique appelée l'Institut David Craig de médecine nouvelle.
Avec ses deux assistants, le Dr Paul Hunter (David Hartman) et le chef de la chirurgie Ted Stuart (John Saxon), il y rencontre une série de problèmes médicaux et psychosociaux. La clinique utilise des traitements à la pointe de la recherche médicale. Les cas médicaux couvrent un large domaine, y compris les transplantations d'organes, les mères souffrant de dépression post-natale, les patients ayant des problèmes psychogènes, des difficultés à communiquer, etc.

## Distribution
- E. G. Marshall : Dr David Craig, neurochirurgien à succès
- David Hartman : Dr Paul Hunter
- John Saxon : Dr Ted Stuart, chef de la chirurgie (saisons 1-3)
- Robert Walden : Dr Martin Cohen (saison 4)
- Julie Adams (saison 2) : Mrs. Lynn Craig, épouse du Dr David Craig

### Invités
La série a accueilli de nombreuses guest stars.
- Norma Crane fait deux apparitions en jouant des rôles différents dans les épisodes: A Threatened Species et Crisis.
- Linda Dangcil a également fait deux apparitions en jouant des rôles différents dans les épisodes A Matter of Priorities et To Save a Life.
- Clu Gulager joue Dan Corwin/Matt Smith dans les épisodes End Theme et A Threatened Species.
- Pat Hingle joue le Dr Ben Gold et Walsh dans les épisodes Glass Cage et To Save a Life.
- Darby Hinton (en) joue Hal Parker dans This Will Really Kill You.
- Ron Howard, à l'âge de 14 ans, joue le rôle d'un jeune qui découvre que son père est homosexuel dans Discovery at Fourteen.
- Sheila Larken joue Liz dans les épisodes A Substitute Womb et This Day's Child.
- Joanne Linville joue Anne Sorenson/Joan Stedman dans les épisodes Time Bomb in the Chest et In Dreams They Run.

- Tisha Sterling joue Casey Woods/Joan dans les épisodes This Will Really Kill You et What's the Price of a Pair of Eyes?.
- Jane Wyman joue le Dr Amanda Fallon dans les épisodes And Other Things I May Not See et Discovery at Fourteen.

## Épisodes
| Saison | Saison | Épisodes | Début de saison   | Fin de saison   |
| ------ | ------ | -------- | ----------------- | --------------- |
|        | 1      | 10       | 14 septembre 1969 | 1er mars 1970   |
|        | 2      | 8        | 20 septembre 1970 | 14 février 1971 |
|        | 3      | 11       | 21 septembre 1971 | 5 mars 1972     |
|        | 4      | 15       | 19 septembre 1972 | 4 mai 1973      |

À la suite de la diffusion de l'épisode pilote, To Save a Life, la série a connu un succès pendant quatre saisons se terminant par la diffusion du 44e et dernier épisode And Other Things I May Not See.
L'épisode Five Days in the Death of Sgt. Brown est un crossover avec la série L'Homme de fer. L'action de l'épisode commence dans L'Homme de fer pour se terminer dans The Bold Ones: The New Doctors.